# Roundtable on Sustainable Palm Oil
De Roundtable on Sustainable Palm Oil (RSPO) is een internationale organisatie die in 2004 is opgericht om de productie en het gebruik van duurzame palmolie te bevorderen. De organisatie doet dit door het opstellen en handhaven van wereldwijde normen die de verschillende belanghebbenden in de sector kunnen gebruiken. Deze leiden tot gecertificeerd duurzame palmolie (Certified Sustainable Palm Oil, CSPO). Het RSPO brengt producenten, handelaars, fabrikanten van consumptiegoederen, detailhandelaars, banken en investeerders samen, evenals NGO's op het gebied van milieu en sociale zaken.
Het hoofdkantoor van de vereniging is gevestigd in Zürich, Zwitserland, terwijl het secretariaat is gevestigd in Kuala Lumpur, Maleisië, met een satellietkantoor in Jakarta. De RSPO heeft (begin 2020) 4.706 leden uit 94 landen.

## Kritiek
De organisatie wordt door verschillende sectoren kritisch bekeken, met name door milieu-organisaties. Punten van kritiek zijn onder meer de impact van oliepalmplantages op de orang-oetanpopulaties, de vernietiging van tropisch woud om nieuwe oliepalmplantages te ontwikkelen, en de verbranding en drainage van grote moerasbossen in Kalimantan, Borneo, Indonesië.
Indonesische en internationale arbeidsrechtengroeperingen hebben misbruiken vastgesteld, waaronder dwangarbeid en kinderarbeid. In 2013 bleek uit een studie "een flagrant gebrek aan respect voor de mensenrechten in sommige plantages die de RSPO als 'duurzaam' certificeert.
De International Union for Conservation of Nature and Natural Resources (IUCN) beschouwt de vooruitgang en doeltreffendheid van het RSPO als "zeer beperkt". Uit een rapport van 2018: (het certificeringssysteem heeft) "tot nu toe slechts marginaal doeltreffender gebleken in het voorkomen van ontbossing dan zijn niet-gecertificeerde tegenhanger"